# Kromsdorf
Kromsdorf – część gminy (Ortsteil) Ilmtal-Weinstraße w Niemczech, w kraju związkowym Turyngia, w powiecie Weimarer Land. Do 31 grudnia 2018 samodzielna gmina, której już niektóre zadania administracyjne realizowane były przez gminę Ilmtal-Weinstraße. Gmina ta pełniła rolę "gminy realizującej" (niem. "erfüllende Gemeinde"). Do 30 grudnia 2013 Kromsdorf wchodził w skład wspólnoty administracyjnej Ilmtal-Weinstraße.